# Из праха восставшие
«Из праха восставшие» (англ. From the Dust Returned) — роман американского писателя Рэя Бредбери, повествующий о семействе Эллиот (англ. Elliott), людях «в высшей степени причудливых, необычных, даже гротескных, которые вполне могли бы быть — а могли бы и не быть — вампирами». Роман писался более полувека — с 1945 по 2000 год — и первоначально состоял из шести рассказов («Семейная встреча», «К западу от октября», «Странница», «Дядюшка Эйнар», «Восточный на север», «Апрельское колдовство»), писавшихся и публиковавшихся отдельно друг от друга. Только в 2001 году роман «Из праха восставшие» вышел самостоятельным изданием, в которое также вошли новые связующие главы.

## Сюжет
Большая семья Эллиот включает в себя самых разнообразных существ: вампиров, призраков, говорящих древних египетских мумий. Каждый год, в октябре, в канун Хэллоуина, все члены Семьи собираются на Семейную Встречу в Доме, расположенном на территории верхнего Иллинойса.
Роман начинается с того, что Тысячу-Раз-Пра-Прабабушка — древняя египетская мумия, дочь фараона, старейший и мудрейший член Семьи — рассказывает Тимоти историю появления Семьи и Дома. Тем временем Семья готовится к Семейной Встрече — общему собранию родственников со всех концов света, проводящемуся раз в несколько десятилетий. После окончания Встречи и проводов родственников оказывается, что многие из них возвращаются обратно в Дом, хотя следующая Семейная Встреча назначена на 2009 год. В мире становится все меньше веры в сверхъестественное, и жизни членов Семьи находятся под угрозой; все стремятся спрятаться в Доме. Но Йоан Ужасный доносит на Семью, и к Дому идет толпа людей с факелами. Члены Семьи разлетаются в разные стороны. Дом сгорает. Тимоти остается с Тысячу-Раз-Пра-Прабабушкой и говорит ей, что хочет прожить человеческую жизнь и умереть как все люди. Прабабушка одобряет его решение. Тимоти относит её в музей и просит куратора, доктора Дуайта Уильяма Олкотта, говорить с ней и слушать её. Он также просит позволения иногда навещать её, потому что «он принадлежит ей, а она принадлежит ему; это взаимно. Они семья».

### Персонажи
- Ти́моти (англ. Timothy) — единственный член Семьи человеческого происхождения, мальчик десяти лет. Когда он был младенцем, его нашли у порога Дома в корзинке. В его обязанности входит вести летопись жизни Семьи. Тимоти очень страдает, что отличается от своих родственников. Однако в конце романа Тимоти понимает, что хочет быть обычным человеком и жить среди обыкновенных людей.
- Се́си (англ. Cecy) — семнадцатилетняя девушка, наделенная способностью во время сна посылать своё сознание в любую точку мира и внедрять его в любое живое существо. Семья очень ценит её за этот дар, с помощью которого Сеси помогла родственникам скрыться от преследовавших их людей. Однажды Сеси вселяется в тело Энн Лири, юной девушки, и заставляет её пойти на танцы с юношей по имени Том, которого Энн на самом деле терпеть не может. Сеси влюбляется в него, хотя и знает, что никто из Семьи не может сочетаться браком с человеком. Энн дает Тому адрес своей подруги и просит навестить её. В конце романа Том приходит к сгоревшему Дому. Сеси и Том узнают друг друга.
- Тысячу-Раз-Пра-Прабабушка (Нэф) (англ. A Thousand Times Grandmère (Nef)) — четырехтысячелетняя мумия дочери фараона, мать Нефертити, но для всех членов Семьи просто «Бабушка». «Прозябает» (так как Неф не живая и не мертвая) на Высоком Чердаке. В начале романа она рассказывает Тимоти историю Семьи. В конце романа, после того как сгорел Дом, Тимоти приносит её в музей и оставляет куратору, но просит у него разрешения приходить в любое время навещать её, так как они «семья».
- Нильский Пра́щур (англ. The Nile Ancestor) — старейший член Семьи, мумия Тутанхамона, «Нильский Прадедушка», супруг Тысячу-Раз-Пра-Прабабушки. Упоминается в главе «К западу от Октября». Становится новым «домом» для четверых кузенов — Уильяма, Питера, Джека и Филипа, — когда их тела сгорают в сарае во время пожара, кузены навсегда остаются в голове Прадеда, поселившись в его воспоминаниях.
- Отец (англ. Father) — глава Семьи, вампир. Стал приёмным отцом для Тимоти.
- Мать (англ. Mother) — хозяйка Дома, вампир (хотя ей не нужен ни дневной, ни ночной сон). Она нашла Тимоти на пороге Дома и приняла решение сделать его членом Семьи.
- Дядюшка Э́йнар (англ. Uncle Einar) — член Семьи Эллиот. Описывается как человек с огромными, как у летучей мыши крыльями и таким же острым ночным зрением; лишается способности ориентироваться в темноте после того, как налетел на провод ЛЭП. В главе «Дядюшка Эйнар» описывается его дальнейшая жизнь — Эйнар женится на Брунилле, девушке, которая нашла его, когда в него попала молния. Эйнар, хотя уже не может летать на большие расстояния, находит способ подниматься в воздух, не вызывая подозрений: он притворяется воздушным змеем, которого запускают его дети от Бруниллы.
- Призрачный пассажир (англ. The Ghastly Passenger) — призрак восточного экспресса, впервые упоминающийся в главе «Восточный на север». Над ним висит угроза гибели из-за того, что люди перестают верить в сверхъестественное. В поезде, следующим в Париж из Венеции, с ним знакомится пожилая сестра милосердия, Минерва Холлидей, узнает, кто он такой, и помогает добраться до Семьи, чтобы предупредить её об опасности.
- Мине́рва Хо́ллидей (англ. Ms Minerva Halliday) — пожилая сестра милосердия, которая во время поездки в поезде знакомится с призраком Восточного Экспресса и помогает ему благополучно добраться до Семьи. Она сразу признает в нем мистическое существо, так как родилась она в Ирландии. Во время их путешествия у неё случается инфаркт, она умирает и становится таким же привидением. Как и призрачный пассажир, она поселяется в Доме.
- Анжели́на Маргари́та (англ. Angelina Margarita) — появившаяся из могилы девятнадцатилетняя девушка, которая с течением времени молодеет, а не стареет, подобно герою рассказа Фрэнсиса Скотта Фицджеральда. Упоминается в главе «Спешите жить», когда Семья приветствует её приход к жизни на кладбище возле Дома. Анжелина Маргарита некоторое время живет с Семьей, с каждым месяцем молодея на год. Она рассказывает Тимоти про своё будущее: она будет молодеть, пока не уйдет из материнского чрева в вечность. Вскоре, будучи почти семнадцатилетней, она покидает Семью навсегда, и впоследствии до них доходят только слухи о её дальнейшем пути.
- Ану́ба (англ. Anuba) — мумия кошки, жившей в Древнем Египте. Её похоронили в гробнице Рамзеса, но пришедшие войска Наполеона заставили мумифицированных кошек бежать, проделав путь от Египта до США. Ануба первой из членов Семьи приходит в Дом. Позже становится другом Тимоти.
- Ара́х (англ. Arach) — паук, живущий в Доме; друг Тимоти.
- Мышь (англ. A Ghost Mouse) — призрачная мышь, несколько тысячелетий проведшая в гробнице древнеегипетских фараонов Первой династии. Пробужденная вторжением в гробницу наполеоновских войск, мышь добралась до морского порта и отплыла сначала в Марсель, затем в Лондон и Массачусетс. Ещё через сто лет она достигает порога Дома, прячется в корзинку подкидыша Тимоти и поселяется в Доме.
- Йоан Ужасный (Неправедный) (англ. Joan the Terrible (the Unjust)) — дядюшка из Трансильвании. Семья не любит его за жестокость, свирепый нрав и тёмное прошлое. В отместку за то, что Сеси отказывается вылечить его, доносит на Семью людям, что приводит к вынужденному бегству и сожжению Дома разъярённой толпой.
- Питер, Уильям, Джек, Филип (англ. Peter, William, Jack, Philip) — четыре кузена, чьи тела сгорели во время пожара. Тогда Сеси переместила их души в голову Нильского Прадедушки. Там они в конце концов остались, поселилившись в разных кусках его воспоминаний.

## История создания
Начало истории семьи Эллиот было положено, когда Рэю Брэдбери было семь лет. Все персонажи романа списаны с родственников, приезжавших в дом его бабушки на Хэллоуин.
Прототипом дядюшки Эйнара послужил реальный родственник Рэя Брэдбери, дядя Эйнар, швед по происхождению. Дядя Эйнар был его любимым родственником, «шумным, беспокойным и радостным», и персонаж романа унаследовал все эти качества.
Брэдбери вспоминал о том времени:

Каждый год с приближением Хэллоуина моя тетя Нейва загружала нас с братом в свой дряхлый «фордик» и везла в Октябрьскую Страну собирать кукурузные стебли и оставшиеся в поле тыквы. Мы относили свою добычу в бабушкин дом, заваливали тыквами каждый свободный угол, складывали стебли на веранде и расстилали кукурузные листья от гостиной до внутренней лестницы и вверх, чтобы можно было не шагать по ступенькам, а соскальзывать.

Тетя превращала меня в колдуна с большим восковым носом и прятала на чердаке, сажала брата в засаду под ведущей на чердак лестницей и предлагала своим хэллоуиновым гостям прокрадываться в дом в кромешной темноте. Вся атмосфера таких праздников была пронизана буйным весельем. С этой воистину волшебной тетей (она была старше меня на каких-то десять лет) связаны у меня едва ли не самые дорогие воспоминания.
— Рэй Брэдбери. «Из праха восставшие». Послесловие. «Как семья собралась в одно место».
Первый рассказ, «Семейная встреча», был опубликован в журнале «Mademoiselle» в 1946 году (в то время Брэдбери писал для журнала Weird Tales, но там не приняли присланный рассказ. Как признавался сам Брэдбери, послать рассказ в «Mademoiselle» его заставил случайный порыв, однако редакторы даже сделали весь октябрьский номер в одной тематике с рассказом и для иллюстрирования номера пригласили Чарльза Аддамса, автора комиксов про Семейку Аддамс. После этого Брэдбери и Аддамс всерьёз задумались о соавторстве: Брэдбери написал продолжение об Эллиотах, а Аддамс сделал иллюстрации, чтобы получилась книга. Однако им не удалось найти издателя, и замысел так и не был осуществлен.
В последующие годы Брэдбери периодически публиковал рассказы об Эллиотах:
- «Семейная встреча» (англ. "Homecoming") (октябрь 1946 года, впервые опубл. в журнале «Mademoiselle»)
- «Странница» (англ. "The Traveller" ) (март 1946 года, впервые опубл. в журнале «Weird Tales»)
- «Дядюшка Эйнар» (англ. "Uncle Einar") (1947 год, впервые опубл. в сборнике «Dark Carnival», изд. «Arkham House»)
- «Апрельское колдовство» (англ. "The April Witch") (апрель 1952 года, впервые опубл. в журнале «The Saturday Evening Post»)
- «Восточный на север» (англ. "On the Orient, North") (1988 год, впервые опубл. в сборнике «The Toynbee Convector», изд. Alfred A. Knopf / BOMC)
- «К западу от октября» (англ. "West of October") (1988 год, впервые опубл. в сборнике « The Toynbee Convector», изд. Alfred A. Knopf / BOMC)
- «Из праха восставшие» (англ. "From the Dust Returned") (сентябрь 1994 года, впервые опубл. в журнале «The Magazine of Fantasy & Science Fiction»)

В 2001 году издательство William Morrow and Company выпускает весь роман отдельным изданием. Обложкой к изданию послужила иллюстрация Чарльза Аддамса, сделанная в 1946 году для журнала «Мадемуазель», опубликовавшего «Семейную встречу».